# ابو تشت
ابو تشت نام شهر و شهرستانی در استان قنا مصر است.

## تاریخچه
مرکز ابو تشت بخشی از تمدن نقده اول یا تمدن عمرا (یکی از تمدن‌های پارینه سنگی - پیش از میلاد) است ست این مرکز پس از استان سوهاج، اولین مرکز در استان قنا از سمت شمال است این مرکز از شمال با مرکز البلینه وابسته به استان سوهاج، از جنوب غربی با مرکز فرشوط و از جنوب شرقی با نجع حمادی همسایه 